# オルレアン条約

フランスとナバラの紋章

オルレアン条約（オルレアンじょうやく）は、1275年に締結された婚姻条約。条約によりフランス王国とナバラ王国が一時的に人的同君連合を組んだ。条約はフランス王フィリップ3世とわずか4歳のナバラ女王フアナ1世の母で摂政であるブランシュ・ダルトワが締結した。条約の目的自体は人的同君連合を組むことではなく、フィリップ3世がフアナ1世の名をもってナバラを統治できるようにするためだった。フアナ1世がフィリップ3世の長男で推定相続人のルイまたは次男のフィリップと結婚することも定められた。ローマ教皇グレゴリウス10世はナバラとフランスの合邦を回避するためかフィリップとの結婚を支持した。しかし、ルイが1276年に死去したため、条約で定められた結婚相手はフィリップしか残らなかった。
条約によりフアナ1世とフィリップが同意年齢に達したら、フィリップ3世とブランシュが2人を説得して結婚に同意させる必要があった。唯一の例外は「結婚の前にどちらかが重大な病気、奇形、またはその他の合理的な障害が現れた」場合だけだった。さらに、フアナ1世の夫がフランス王位を継承しなかった場合、持参金として毎年4千リーブルを受け取ることも定められた。フアナ1世の夫がフィリップ3世の王位を継承した場合、持参金がさらに増額されるとした。条約はブランシュによるフアナ1世の後見とブランシュ自身の持参金については影響を与えなかった。条約に基づきフランスによって指名された初代ナバラ総督はトゥールーズ執事ウスタシュ・ド・ボーマルシェだった。
条約によりフランスはイベリア半島で戦略拠点を得たが、同時にフアナ1世のナバラ王国がカスティーリャ王国とアラゴン王国に併合されないことを保証した。さらに、フアナ1世のシャンパーニュ伯領がフランス王領に併合された。条約により成立した同君連合はフィリップとフアナの孫娘フアナ2世がフランス王位を継承できなかったことで終結したが、シャンパーニュはフランスの手に残った。